# Frickenweiler
Frickenweiler ist ein zum Stockacher Stadtteil Mahlspüren im Tal gehörender Weiler im baden-württembergischen Landkreis Konstanz in Deutschland.

## Geographie

### Lage
Der Weiler Frickenweiler liegt rund fünf Kilometer östlich der Stockacher Stadtmitte im Tal der Mahlspürer Aach.

### Nachbarorte
Östlich von Frickenweiler liegt der Stadtteil Mahlspüren im Tal, südlich der Weiler Walpertsweiler und östlich der Stadtteil Winterspüren.

## Wirtschaft und Infrastruktur

### Wirtschaft
Nordöstlich der Frickenweiler Ortsmitte liegt die Tongrube Stockach-Frickenweiler. Hier wurden vor etwa 28 bis 22 Millionen Jahren entstandene Mergeltonsteine der Unteren Süßwassermolasse abgebaut und für die Ziegelherstellung verwendet.

### Verkehr

#### Straße
An Frickenweiler vorbei verläuft südlich die Landesstraße 194. Über diese ist der Weiler mit Stockach im Westen sowie Pfullendorf im Nordosten verbunden.

#### ÖPNV
Frickenweiler ist mit einer eigenen Haltestelle der Linie 101 (Stockach-Hohenfels-Stockach) des Verkehrsverbundes Hegau-Bodensee in das Netz des Öffentlichen Personennahverkehrs eingebunden.

## Kultur und Sehenswürdigkeiten
- St. Mauritius, 1589 geweihte Pfarrkirche